# Nazareth Cascante
Nazareth Cascante (Alajuela, 20 ottobre 1990) è una modella costaricana, incoronata Miss Costa Rica 2012 presso gli studio Teletica di San Jose, il 14 aprile 2012.
La modella ha quindi ottenuto il diritto di rappresentare la Costa Rica in occasione di Miss Universo 2012, la sessantunesima edizione del concorso di bellezza internazionale Miss Universo che si terrà a dicembre .
Al momento dell'elezione, Nazareth Cascante era una studentessa di farmacia presso l'università El Tambor di Alajuela.